# L'Île du docteur Moreau (film, 1996)
Cet article concerne le film de John Frankenheimer. Pour le film de Don Taylor, voir L'Île du docteur Moreau.
Pour les articles homonymes, voir L'Île du docteur Moreau.
Pour plus de détails, voir Fiche technique et Distribution.
L'Île du docteur Moreau (The Island of Dr. Moreau) est un film américain réalisé par John Frankenheimer et sorti en 1996. Il s'agit d'une adaptation du roman du même nom d'H. G. Wells, publié en 1896. Coauteur du scénario, Richard Stanley devait également réaliser le film mais s'est fait renvoyer en cours de tournage.
Le film suit Edward Douglas, l'unique survivant d’un accident aérien, qui est recueilli sur une île du Pacifique par un personnage singulier : le docteur Moreau. Il découvre avec effroi que l’île est peuplée de créatures monstrueuses, mi-hommes mi-bêtes, vivant sous la domination de Moreau et de Montgomery, son assistant. Bientôt, ces monstres prennent conscience de leur force, se révoltent et finissent par dominer l’île.
Le film est un échec public et critique.

## Synopsis
En 2010, Edward Douglas — négociateur pour les Nations unies — survit à un accident d'avion en pleine mer de Java. Il est secouru par un navire. À bord du navire, un type nommé Montgomery prend soin de lui. Montgomery dit à Douglas qu'il n'y a aucune radio dans le navire, le commandant de bord le conduit à Timor. Plus tard ils arrivent à « l'île Moreau », il propose à Douglas de débarquer sur l'ile pour qu'il puisse se servir de la radio de l'île pour partir au plus vite.
Montgomery envoie la cargaison de lapins dans un enclos, alors que l'un des lapins s'enfuit, Montgomery en tue un autre pour en faire le repas pour Douglas. Ils arrivent à la demeure du Dr Moreau où il est demandé à Douglas de ne pas sortir. Douglas rencontre la jeune fille du Dr Moreau qui se nomme Aissa, mais Montgomery détourne Douglas loin d'elle. Sur le chemin, ils ont une conversation au sujet de Moreau qui est devenu obsédé par des expériences sur les animaux. Montgomery enferme Douglas dans sa chambre, mais ce dernier s'échappe en plein coucher de soleil. Il découvre un laboratoire, l'espionne et assiste à la naissance d'un bambin mutant par une mère mutante et constate que les scientifiques sont aussi des mutants. Douglas est découvert par les mutants, s'échappe et retrouve Aissa qui l'emmène au village des mutants. Douglas et Aissa découvrent le cadavre dévoré d'un lapin (celui qui s'était échappé au début) et le prédateur est Lo-Mai, un mutant léopard. Surtout Douglas fait la connaissance d'un mutant sympathique nommé Assassimon. Au village, Douglas et Aissa trouvent le Porte-parole de la loi qui prêche devant les mutants. Le Dr Moreau est nommé « le Père » par les mutants et puis il arrive. Il inflige une douleur aux mutants villageois en utilisant une télécommande pour activer une puce pacificatrice greffée sous la peau des mutants. Moreau fait la connaissance de Douglas. Il lui parle de la situation.
Montgomery et Moreau présentent ses «enfants» mutants à Douglas. Moreau dévoile sa formule et dit qu'il a utilisé l'ADN humain sur des animaux lors de ses expériences. Les spécimens existants sont inefficaces mais Moreau affirme qu'il est proche de la solution. Un mutant nommé Azazello, le bon fils de Moreau arrive avec le cadavre du lapin et Moreau ne supporte pas les meurtres. Après avoir vu le lapin dévoré, Moreau signale qu'il y aura un procès au matin. Douglas essaie de s'évader dans la nuit par bateau mais il est effrayé par des rats mutants présents sur le navire.
Lors du jugement, Azazello condamne Lo-Mai qui est exécuté. Sa dépouille est incinérée et un mutant nommé la Hyène découvre le reste de Lo-Mai. Il est affligé par les restes de son ami Lo-Mai. Montgomery informe à Douglas que les mutants sont contrôlés par des traitements spéciaux pour éviter qu'ils ne régressent. La Hyène montre la puce retirée. Douglas essaie de contacter le monde extérieur, Montgomery détruit la radio et Aissa dévoile à Moreau qu'elle commence à régresser en montrant ses dents.
La Hyène et ses semblables ont retiré leurs propres puces et ils entrent dans la demeure et font face a leur père, le Docteur Moreau. Par instinct, ils deviennent hors contrôle, enfreignent la Loi et assassinent Moreau. Ses enfants mutants sont bouleversés, sauf Azazello qui dérobe l'arme de Montgomery et doit retrouver les mutants. Aissa signale à Douglas qu'elle doit stopper sa régression avec le remède au laboratoire. Pendant ce temps, Montgomery devient fou et a, entre-temps, détruit le remède. Douglas retrouve des échantillons et un dossier le concernant, Douglas apprend que Moreau avait l'intention d'utiliser son ADN pour stopper justement la régression d'Aissa. Cependant, Azazello retourne sa veste et guide les mutants sauvages à l'entrepôt d'armes.
Les mutants sauvages prennent par la violence le pouvoir sur l'île. Azazello exécute Montgomery qui est ivre, ensuite il envoie Aissa à la potence et elle est exécutée par la Hyène. Douglas prétend à la Hyène que ses propres compatriotes deviendront les maîtres à sa place, alors la Hyène tue ses compatriotes et Azazello. Après la confrontation, Assassimon et les autres mutants corrigent violemment la Hyène, Douglas s'enfuit et la Hyène se donne la mort dans l'incendie.
Le porte-parole de la loi, Assassimon et les autres mutants voient Douglas qui s'éloigne de l'ile et qui leur promet qu'il reviendra. Le Porte parole de la loi signale à Douglas que les mutants ne veulent pas d'une aide extérieure et qu'ils veulent rester tels que le Docteur Moreau l'a voulu. Pour finir, Douglas quitte l'île sur un radeau motorisé.
Dans l'épilogue, on nous montre des scènes d'émeutes avant le générique.

## Fiche technique
Sauf indication contraire, les informations mentionnées dans cette section peuvent être confirmées par la base de données cinématographiques IMDb,  présente dans la section « Liens externes ».
- Titre francophone : L'Île du docteur Moreau (parfois typographié L'Île du Dr Moreau)
- Titre original : The Island of Dr. Moreau
- Réalisation : John Frankenheimer
- Scénario : Richard Stanley et Ron Hutchinson, d'après une histoire de Richard Stanley et Michael Herr, révisé par Walon Green, d’après le roman L'Île du docteur Moreau de H. G. Wells
- Musique : Gary Chang
- Photographie : William A. Fraker
- Montage : Paul Rubell et Adam P. Scott
- Production : Edward R. Pressman, Claire Rudnick Polstein et Tim Zinnemann (en)
- Société de production : New Line Cinema (États-Unis), Metropolitan Filmexport/Warner Bros. (France)
- Budget : 40 000 000 $[1]
- Pays de production :  États-Unis
- Langue originale : anglais
- Format : Couleurs - 35 mm - 2,35:1 - SDDS
- Genre : science-fiction, horreur
- Durée : 96 minutes, 101 minutes (version director's cut)
- Dates de sortie :
  - Canada, États-Unis : 23 août 1996
  - France : 8 janvier 1997
- Film interdit aux moins de 12 ans lors de sa sortie en France

## Distribution
Légende : VF = Version Française[réf. nécessaire] et VQ = Version Québécoise
- Marlon Brando (VF : Léon Dony et VQ : Vincent Davy) : Dr Moreau
- Val Kilmer (VF : Philippe Vincent et VQ : Gilbert Lachance) : Montgomery
- David Thewlis (VF : Bernard Gabay et VQ : Benoit Rousseau) : Edward Douglas
- Fairuza Balk (VQ : Camille Cyr-Desmarais) : Aissa
- Ron Perlman (VF : Denis Savignat et VQ : Yves Massicotte) : le porte-parole de la loi
- Marco Hofschneider (VF : Denis Laustriat) : M’Ling
- Temuera Morrison (VF : Marc Alfos) : Azazello
- William Hootkins : Kiril
- Daniel Rigney : Hyena-Swine
- Nelson de la Rosa : Majai
- Peter Elliott : Assassimon
- Mark Dacascos : Lo-Mai
- Miguel López : Waggdi
- Neil Young : l’homme sanglier
- David Hudson : l’homme bison

## Production

### Genèse et développement
Le cinéaste Richard Stanley avait découvert le roman L'Île du docteur Moreau de H. G. Wells enfant. Il voulait l'adapter au cinéma depuis longtemps. Il passe environ quatre ans à développer le projet avant qu'il soit validé par New Line Cinema. Alors que le réalisateur envisage Jürgen Prochnow dans le rôle-titre, le studio souhaite Marlon Brando. Richard Stanley va ensuite apprendre que New Line a proposé le poste de réalisateur à Roman Polanski. Furieux, Richard Stanley parvient contre toute attente à avoir le soutien de Marlon Brando, qui est séduit par sa vision du film proche du roman Au cœur des ténèbres de Joseph Conrad (qui a également inspiré Apocalypse Now (1979) dans lequel jouait aussi Marlon Brando). Selon Richard Stanley, Marlon Brando restait à l'époque encore marqué par son personnage de Kurtz.
Finalement confirmé comme réalisateur, Richard Stanley parvient à recruter Bruce Willis pour le rôle d'Edward Prendick et James Woods dans le rôle de Montgomery. Le réalisateur se lance avec enthousiasme dans la préproduction et collabore avec le créateur et spécialiste des effets spéciaux Stan Winston. Mais il est confronté à divers problèmes : Bruce Willis quitte le projet (apparemment en raison de son futur divorce avec Demi Moore). Il est remplacé par Val Kilmer. Cependant l'acteur exige que son planning de tournage soit réduit. Richard Stanley décide finalement pour résoudre ce problème de confier à Val Kilmer le rôle secondaire de Montgomery, moins présent à l'écran. Ainsi, James Woods, premier choix pour incarner Montgomery, quitte le projet. New Line engage alors Rob Morrow pour le rôle d'Edward. La production est ensuite fortement ralentie par le suicide de la fille de Marlon Brando, Cheyenne, en avril 1995. L'acteur est dévasté et se retire sur son île privée Tetiaroa, laissant la production dans l'attente.
Face au désastre qui se profile, New Line engage l'expérimenté John Frankenheimer comme réalisateur. Ce dernier avoue avoir accepté rien que pour travailler avec Marlon Brando. Le cinéaste utilise également la situation désespérée du studio pour signer un contrat de trois films. Cependant, le style de John Frankenheimer est très différent de celui de Richard Stanley et il se met à dos certains acteurs et techniciens. Rob Morrow est remplacé par David Thewlis pour le rôle d'Edward.
Richard Stanley sera très échaudé par son renvoi du film. Un documentaire de 2014, Lost Soul: The Doomed Journey of Richard Stanley's Island of Dr. Moreau (en), retracera cette douloureuse expérience.

### Tournage
Le tournage a lieu d'août à décembre 1995. Il se déroule en Australie, notamment dans le Queensland.
Tout comme la préproduction, le tournage est assez problématique. Toujours marqué par le suicide de sa fille Cheyenne Brando, Marlon Brando passe quasiment tout le tournage cloitré dans sa caravane. L'acteur ne connait pas son texte et doit être aidé par une oreillette (visible dans certaines scènes). De plus, l'acteur est souvent en conflit avec Val Kilmer. John Frankenheimer avouera quant à lui plus tard « Je n'aime pas Val Kilmer, je n'aime pas son éthique de travail, et je ne veux plus jamais être associé avec lui ».
David Thewlis décrit lui aussi un tournage chaotique avec des réécritures incessantes du scénario. Marlon Brando est très énervé par ces changements,.
Après son départ du projet, Richard Stanley aurait — selon certaines rumeurs — assisté incognito au tournage, en se promenant sur le plateau avec un masque canin.

## Accueil
Le film reçoit des critiques globalement négatives. Sur l'agrégateur américain Rotten Tomatoes, il ne récolte que 24% d'opinions favorables pour 34 critiques et une note moyenne de 4,40⁄10.
Le film ne rencontre pas non plus le succès commercial. Il enregistre 49 627 779 $ au box-office mondial. En France, il attire 249 838 entrées.

## Distinctions
- Nomination au prix du meilleur film de science-fiction et meilleurs maquillages (Stan Winston et Shane Mahan), lors de l’Académie des films de science-fiction, fantastique et horreur 1997.
- Prix du plus mauvais second rôle masculin (Marlon Brando) et nominations aux prix du plus mauvais film, plus mauvais réalisateur, plus mauvais scénario et plus mauvais second rôle masculin (Val Kilmer), lors des Razzie Awards 1997.

## Director's cut
Une version director's cut sort en vidéo en 2012 et contient environ 4 minutes de scènes supplémentaires.